# Богданов, Алексей Игоревич
Алексе́й И́горевич Богда́нов (белор. Аляксей Ігаравіч Багданаў, род. 27 июня 1973, Минск) — белорусский государственный деятель, экс-министр антимонопольного регулирования и торговли Республики Беларусь. Председатель Белорусской федерации каратэ.

## Биография
В 1995 году окончил Академию физического воспитания и спорта Республики Беларусь. В 2008 году окончил Международный гуманитарно-экономический институт. В 2018 и 2019 году получил диплом Академии управления при президенте Республики Беларусь.
С 1995 по 2000 год работал тренером-преподавателем Белорусской федерации традиционного каратэ. В течение 1996 года служил в Вооруженных силах Республики Беларусь.
С 2000 по 2003 год — преподаватель кафедры физвоспитания и спорта Гуманитарно-экономического негосударственного института.
В 2003—2008 годах — преподаватель кафедры спортивно-боевых искусств и спецподготовки Белорусского государственного университета физической культуры.
В 2008—2011 годах — начальник отдела внешнеэкономической деятельности ОАО «Агрокомбинат «Дзержинский» Дзержинского района Минской области. С 2011 по 2013 год — заместитель генерального директора по переработке и торговли ОАО «Агрокомбинат «Дзержинский».
В 2013—2014 годах — заместитель генерального директора ЗАО «Мясо-молочная компания».
В 2014—2021 годах — начальник главного управления внешнеэкономической деятельности Министерства сельского хозяйства и продовольствия Республики Беларусь. С 5 апреля по 21 декабря 2021 года занимал должность заместителя Министра сельского хозяйства и продовольствия Республики Беларусь.
С 2021 по 2025 год — министр антимонопольного регулирования и торговли Республики Беларусь.
С 2025 года — посол Беларуси в Казахстане.

## Награды
- 2016 — Почётная грамота Совета Министров Республики Беларусь[бел.][6].